# 脈衝功率
脈衝功率是用於在一段相對較長的時間内積纍能量，並將之迅速釋放從而增大瞬時功率的科學方法。它可以被應用於食物加工，水處理和醫療等用途上。

## 概覽
能量通常被儲存在靜電場（電容器）、磁場（電感）中，或是機械能（連接在大電流特種交流發電機上的巨大飛輪），又或是化學能（大電流鉛酸蓄電池, 或者炸藥）。通過在很短的時間間隔内釋放被儲存的能量（這是一個稱爲能量壓縮的過程），巨大的峰值功率能被傳輸到一個外部負載。例如，如果一焦耳的能量被儲存在一個電容器内然後在一秒内均匀地釋放至負載中，所傳輸到負載的平均功率就只有1W。但是，若所有已儲存的能量都在一微秒内釋放，那麽一秒内的平均功率仍會是1W，但瞬時峰值功率會是1MW，1W的一百萬倍之大。

## 最大功率記錄
在2006年時，至少已有以下的功率記錄：脈衝功率為幾百太瓦，單一脈衝的能量為100 MJ，電壓在10kV和50MV之間，電流在1kA和10MA之間。